# 南开大学经济与社会发展研究院
南开大学经济与社会发展研究院，简称南开大学经发院，成立于1998年1月，位于南开大学八里台校区文科创新楼。2017年4月，南开大学在经济与社会发展研究院的基础上成立了南开大学京津冀协同发展研究院，并实行一个机构，两块牌子管理。